# Nyrokoko

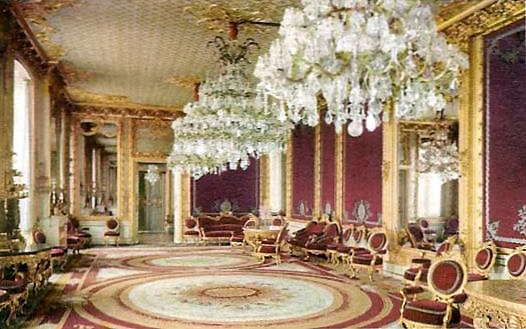
Victoriasalongen, en nyrokokointeriör från Stockholms slott.

Nyrokoko var en stilriktning inom inredning och konsthantverk. Den fick sitt genombrott på 1820-talet i England och Frankrike men spred sig sedan snabbt till hela Europa och USA. Den är en av 1800-talets många nystilar. Inom möbler är stilen lättigenkännlig med sina mjuka, "bulliga" former, svängda ben, mörka träslag som valnöt och mahogny eller imitationer av dessa. Rik, ibland heltäckande stoppning och ymniga skulpterade dekorer med blommor, rocailler och olika typer av växt- och djurmotiv hör också till stilens kännetecken.

## Stilen

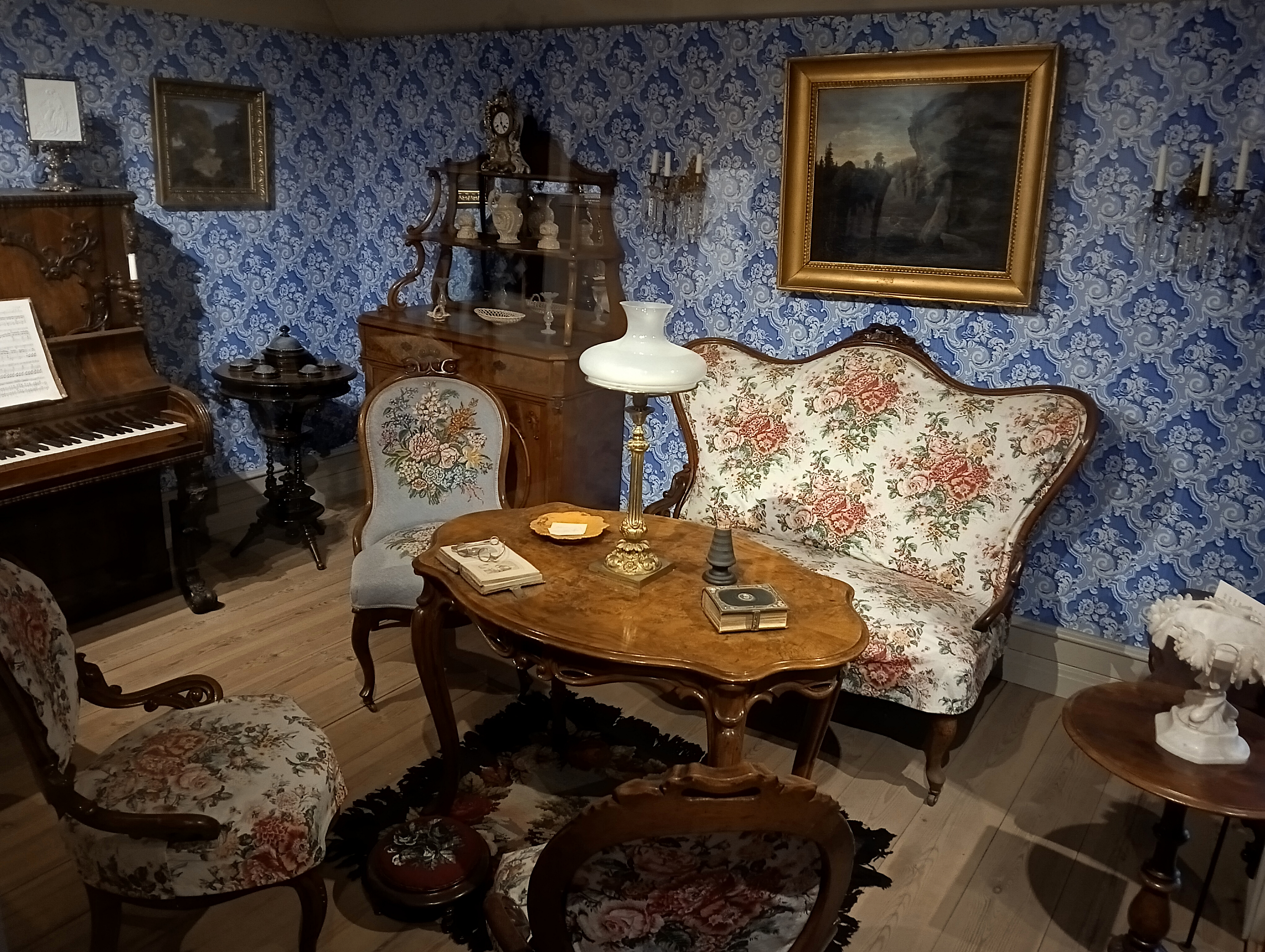
Rum 16:4 på Kulturen är ett förmak i nyrokoko med möbler från c:a 1850

Liksom sin förebild, rokokon under 1700-talet, var nyrokokon främst en stil för möbler, inredning, konsthantverk, smycken och grafisk dekor. Den fick inte någon motsvarighet i exteriörarkitektur utan var främst en stil använd för salonger och förmak i 1800-talets högreståndshem.
Förutom användandet av rocaille-motivet och exempelvis de svängda benen har nyrokokon mycket litet gemensamt med rokokon. Den är istället att betrakta som en självständig stil och syftet var inte heller att "kopiera" 1700-talet. Snarare handlade det om en uppskattning av de äldre motiven som sedan tillämpades på ett nytt sätt som svarade mot 1800-talets krav på skönhet och komfort. Under 1800-talet kom dessutom en rad tekniska nyheter och nya material som gjorde att tillverkningen av möbler och konsthantverk i nyrokoko fick helt nya uttrycksmöjligheter. Exempel på detta är stoppningen med stålfjädrar med vilken man kunde skapa mjuka, bekväma och hållbara sittmöbler där textilier kunde framhävas på helt nya sätt än tidigare. Även gjutjärnet, böjträet och den förbättrade papier-mâchétekniken innebar material med nya uttryck.
Nyrokokon blandades även friskt med andra stilar, kanske främst tapetserarstil som den delvis givit upphov till. Dessutom uppträder förändringar i utförandet under den långa tid som stilen var aktuell från ca 1820-talet fram till sekelskiftet 1900. Enligt inredningstidningar ansågs den under vissa perioder omodern, för att sedan bli mode igen. Den delas ibland av konsthistoriker upp i två hälfter, en tidig nyrokoko från ca 1840-60-talet, och en senare från ca 1880-talet fram till århundradets slut. Stilistiskt skiljer de sig genom att den tidigare varianten fortfarande har mycket kvar av senempirens stelhet och tyngre former medan den senare kan uppträda i en mer nätt och stringent stil.
Precis som Ny-Louis XVI var nyrokoko en stil som uppfattades som feminin, både till sitt uttryck och användning. Inom högreståndsinredningar, som exempelvis stadsvåningar och herrgårdsmiljö, tillämpades därför gärna stilen i de rum som vid tiden ansågs höra till kvinnornas domäner. Till dessa räknades främst salong, förmak, sovrum och boudoir. 
I herrum och matsal, rum med en distinkt manlig status, användes den tyngre och mer "maskulina" nyrenässansen. En annan aspekt av dess könsbundna status är den att stilen endast förekom i de miljöer dit kvinnor hade tillgång, nämligen hemmet och kommersiella lokaler som butiker och caféer. Däremot finns den sällan representerad tidens sammanträdesrum eller politiska institutioner som var förbehållna männen.

## Som inredningsstil
När möbeltillverkningen i Sverige industrialiserades under slutet av 1800-talet utgjorde möbler i nyrokoko en stor del av utbudet. Den s.k. "ballongstolen", en stol med genombruten rygg vars form liknar just en luftballong, var en av de vanligaste typerna. En av 1800-talets för eftervärlden kända möbler är emman, en mindre, oftast helstoppad och armlös sittmöbel som tillät 1850-60-talens krinoliner att fritt breda ut sig. Emman är ett bland flera exempel på möbeltyper som uppkommit ur nyrokokon.
Tidiga inredningar i nyrokoko fanns på Stockholms slott där hovsnickaren Dumrath tycks ha varit en av de tidigaste att arbeta med stilen. Victoriasalongen på slottet ritad av Fredrik Wilhelm Scholander hör tillsammans med interiörerna på Stjernsunds slott i Närke till de mest intakt bevarade miljöerna, detta tack vare att de för stilen viktiga textilierna bevarats.
Under en period på 1950- och 60-talet nyproducerades en del möbler i nyrokoko som vid denna tid fått en nostalgisk status och fungerade som en hemtrevlig kontrast till de funktionalistiska strömningarna. Möbler som dessa benämns nyrokoko-stil, ej att förväxla med den egentliga nyrokokon eller begreppet rokoko-stil som avser kopior av 1700-talsrokokon.
Nyrokokon hade under lång tid, liksom resten av 1800-talets nystilar, mycket låg status under 1900-talet. Inte minst skälldes den ut av funktionalister och konsthistoriker, som betraktade den som en närmast patetisk och opraktisk kopia av 1700-talet. Men senare kom en omvärdering av tiden, inte minst i England där The Victorian Society bildades på 1950-talet för att motarbeta det massiva förstörandet av byggnader och monument från tiden. Även i USA, där man i brist på lång historia betraktade 1800-talet med helt andra ögon, vann stilen upprättelse och en viss nytillverkning finns. Den från Tyskland invandrade möbelsnickaren John Henry Belters möbler i nyrokoko är välkända och uppskattade på den amerikanska antikmarknaden, ett exempel som håller på att få fler efterföljare i Europa.
- Wikimedia Commons har media som rör Nyrokoko.